# لیا نورکینا
لیا آسیلبکوونا نورکینا (قزاقی: Лия Асылбековна Нуркина؛ متولد ۲۸ سپتامبر ۱۹۸۴ در آتیراو) یک تکواندوکار قزاقستانی است. وی در مسابقات قهرمانی تکواندو جهان ۲۰۰۳ در گارمیش-پارتنکیرشن، آلمان و در یونیورسیاد تابستانی ۲۰۰۷ در بانکوک، تایلند دو مدال برنز در دسته سبک‌وزن کسب کرد.
نورکینا پس از غلبه بر تکواندوکار فیلیپینی، ماری آنتوانت ریورو در دیدار نهایی، در وزن ۶۷ کیلوگرم زنان، در مسابقات انتخابی آسیا در شهر هوشی مین، ویتنام، جواز حضور در بازی‌های المپیک تابستانی ۲۰۰۸ پکن را بدست آورد. وی در مرحله مقدماتی یک شانزدهم، مسابقه را در برابر گلادیس اپانگ فرانسوی واگذار کرد.